# آرثر كوكس (لاعب كريكت)
آرثر كوكس (1907 - 1986)  (بالإنجليزية: Arthur Cox)‏ هو لاعب كريكت بريطاني (وحمل سابقاً جنسية المملكة المتحدة لبريطانيا العظمى وأيرلندا).

## وصلات خارجية
- آرثر كوكس على موقع إي آس بي آن كريك إنفو (الإنجليزية)